# Hemma på Jyckeberga
Hemma på Jyckeberga gavs ut för första gången 1980, och är den första boken i barnboksserien om Jyckeberga av den finska författaren Mauri Kunnas. Bokserien handlar om livet på en bondgård, så som det var förr i tiden.